# Zeledonia (geslacht)
Zeledonia is een  geslacht van zangvogels uit de familie Zeledoniidae. Deze familie werd op grond van onderzoek gepubliceerd in 2013 en 2015 als een aparte clade onderscheiden. Lange tijd bestond er geen consensus over de fylogenetische verwantschap van deze soort. Er is één soort:
- Zeledonia coronata – Zeledonia